# Kanton Nabón
Der Kanton Nabón befindet sich in der Provinz Azuay im Süden von Ecuador. Er besitzt eine Fläche von 632,9 km². Im Jahr 2020 lag die Einwohnerzahl schätzungsweise bei 17.290. Verwaltungssitz des Kantons ist die Ortschaft Nabón mit 1229 Einwohnern (Stand 2010). Der Kanton Nabón wurde am 7. Juli 1987 eingerichtet.

## Lage
Der Kanton Nabón befindet sich im Süden der Provinz Azuay. Das Gebiet liegt in den Anden. Der Río León, linker Quellfluss des Río Jubones, durchquert den Südosten des Kantons in südwestlicher Richtung. Der Nordwesten wird über den Río Rircay, den rechten Quellfluss des Río Jubones entwässert. Die Fernstraße E35, welche die Provinzhauptstädte Loja und Cuenca miteinander verbindet, führt durch den Kanton.
Der Kanton Nabón grenzt im Südwesten an den Kanton Saraguro der Provinz Loja, im Nordwesten an den Kanton Santa Isabel, im Norden an den Kanton Girón, im Nordosten an den Kanton Sígsig, im äußersten Osten an den Kanton Gualaquiza der Provinz Morona Santiago, im Südosten an den Kanton Yacuambi der Provinz Zamora Chinchipe sowie im Süden an den Kanton San Felipe de Oña.

## Verwaltungsgliederung
Der Kanton Nabón ist in die Parroquia urbana („städtisches Kirchspiel“)
- Nabón

und in die Parroquias rurales („ländliches Kirchspiel“)
- Cochapata
- El Progreso
- Las Nieves

gegliedert.